# Drepanocerus
Drepanocerus là một chi bọ cánh cứng thuộc họ Scarabaeidae.